# Yamato (film)
Yamato (jap. 男たちの大和 / Otoko-tachi no Yamato, dosłownie „Mężczyźni Yamato”) – japoński film wojenny, który powstał na podstawie opowiadania Jun Henmi pt. „Ketteiban Otoko-tachi no Yamato”. Na ekranach kin zadebiutował w roku 2005, zaś polska premiera odbyła się 19 listopada 2006. Zdjęcia kręcono w Onomichi i Kure w prefekturze Hiroszima.

## Fabuła
Film przedstawia historię Yamato, japońskiego pancernika, który został zatopiony 7 kwietnia 1945 roku przez amerykańskie lotnictwo. Miko Uchida, córka jednego z oficerów służących podczas II wojny światowej, przybywa do portu w południowej Japonii. Pragnie ona dotrzeć do ostatniego miejsca spoczynku okrętu. Pomaga jej w tym przypadkiem napotkany członek ocalałej załogi Katsumi Kamio. Podczas podróży do miejsca zatopienia wspominają oni losy ostatniej wyprawy pancernika.

## Obsada
- Takashi Sorimachi – Shohachi Moriwaki
- Nakamura Shidō II – Mamoru Uchida
- Yū Aoi – Taeko
- Tatsuya Nakadai – Katsumi Kamio w wieku 75 lat
- Ken’ichi Matsuyama – Katsumi Kamio w wieku 15 lat
- Jun’ichi Haruta – Hisao Koike
- Kyōka Suzuki – Makiko Uchida
- Tetsuya Watari – Seiichi Ito
- Eiji Okuda – Kosaku Ariga